# 應瑞號巡洋艦
应瑞号防护巡洋舰是清朝末期订购的一艘防护巡洋舰，为肇和級防護巡洋艦二号舰。本舰为中华民国所继承，加入中华民国海军，在军阀混战时代长期属于中央海军。1937年抗日战争淞沪会战期间，在南京附近遭受空袭沉没。本舰根据装甲防护方式可以划分为防护巡洋舰；根据设计时的预定用途则可以划分为训练巡洋舰。

## 设计和概述
1909年，清朝重启自庚子事变以来再度停滞的海军建设，在整编海军之时，也准备添购若干可以培养海军人才的练习舰。同年冬，以载洵为首的中国海军代表团前往欧洲各国进行考察，并向多国订购了大批军舰，其中在英国订购了两艘特别设计的训练巡洋舰。按清政府的计划，这将为日后的新式海军提供必不可少的训练能力。
本舰由英国维克斯造船厂承建，阿姆斯特朗公司进行了基本设计，维克斯方面在实际建造时有颇多改动。本舰排水量2460吨，全长347英尺2英寸（105.82）、柱间长330英尺（100.58）、水线长347英尺（105.77），舷宽39英尺6英寸（12.04），平均吃水13英尺（3.96）、舰艏和舰艉吃水分别为12英尺3英寸（3.73）和13英尺9英寸（4.19），稍小于姊妹舰肇和号。全舰采用艏艉楼设计。外观上为两烟囱，在两侧的舷墙有大量开口，供火炮进行射击用。本舰的露天飞桥安装在艉楼甲板上；舰艏的锚链孔左右均为一个。这些都是作为与姊妹舰进行区分的重要外观特征。

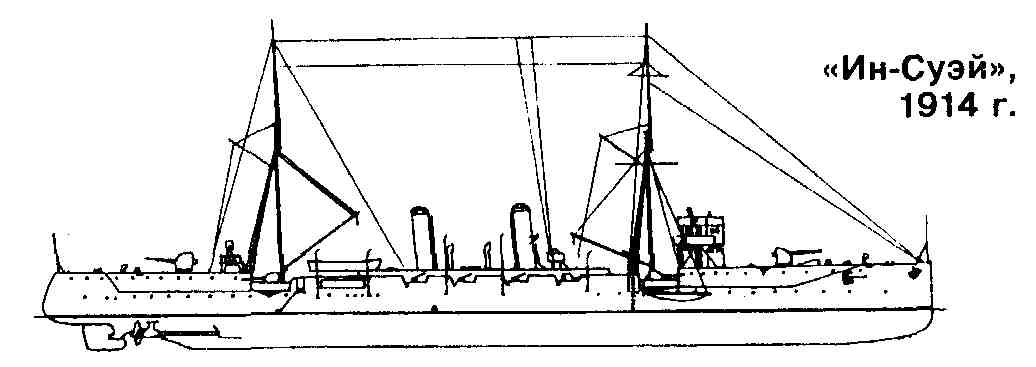
应瑞号线图

动力方面，本舰使用了帕森斯公司生产的透平机。主机数量不详，推测可能装备了3台透平机。锅炉为4座怀特·佛斯特（White Foster）水管锅炉、两座圆形锅炉。设计出力6,000匹指示馬力（4,500千瓦特），最高航速20節（37每小時）；实际海试时发挥良好，强压通风下录得8,622匹指示馬力（6,429千瓦特）、22.12節（40.97每小時）的水平，超过了设计值。
武器方面，本舰主炮为两门50倍径阿姆斯特朗单装速射炮，分别布置在舰体前后中轴线上。副炮为50倍径4英寸（100）阿姆斯特朗速射炮，布置在舷侧耳台；这也是与肇和号进行区分的重要特征。小口径火炮包括两门50倍径3英寸（76）阿姆斯特朗速射炮，47毫米哈乞开斯机关炮6门，以及37毫米马克沁乒乓炮两门。鱼雷武器为18英寸（460）鱼雷发射管两具。其中3英寸炮安装在鱼雷管旁與后部副炮之間，这是又一个不同之处（肇和號的魚雷管略為靠前）。
防护方面，装甲甲板倾斜部分为1.5英寸（38.1），水平部分0.75英寸（19），司令塔3英寸（76），防护能力弱于肇和号。。

## 舰历

### 前期
1910年1月，清政府下达了订购新造训练巡洋舰的意愿。同年中方与英国维克斯公司签订了合同，本舰造价20.4万英镑，价格略低于姊妹舰，但代价是装甲防护较差。同年，本舰开始动工兴建。1911年7月13日下水，本舰建成下水，12月2日海试顺利超过了设计值。
民国成立后，海军方面希望能保住这批晚清时订购的军舰，因此同年10月9日，海军总长刘冠雄向国务院提出善后解决办法。关于本舰，清政府已经支付12万2400英镑，剩余尾款加上杂费、运费、滞留英国期间的保管费等，共计10万6640英镑。民国政府开具面额为11万9000英镑的国库券给英方，规定在1913年10月31日前兑付。英方接受了这种方式，1913年4月16日，应瑞号抵达上海，4月29日验收，首任舰长为毛仲芳。同年6月7日，海军部成立练习舰队，以林葆怿为司令，旗下编入肇和、應瑞、通濟三舰。肇和号和应瑞号作为高等练习舰，主要作军官轮训之用。
应瑞号回国的当年，二次革命爆发，7、8月间，沪宁各地讨袁军相继起事，动乱中海军站在了北洋政府一边。7月16日上海讨袁军起事，北洋军由海军总司令李鼎新、海军警卫队总执事郑汝成率领，抵挡讨袁军的进攻。7月23日，讨袁军、原松江镇守使钮永建率先进攻江南制造局，北洋军在海筹、海琛、應瑞、肇和、镜清等多艘军舰支援下固守，击退讨袁军多次进攻，并摧毁讨袁军的炮队营。占领吴淞炮台的讨袁军寡不敌众，且后继乏力，在北洋军的海陆联合攻势面前被迫弃守渡江撤退。上海战事稍平，海军立即投入到对宁作战中去。8月25日，海军总长刘冠雄派出海琛、应瑞、楚同三舰前往大胜关，截断南京守军和芜湖之间的联系。26日，永丰号与海琛号等会合，各舰掩护北洋援军渡江，同时对清凉山、仪凤门及南京城西南一带进行炮击。27日北洋军发起总攻，据守南京的讨袁军全军覆没。
1915年，革命党成功刺杀上海镇守使郑汝成，在沪革命党人决定趁机起义。12月3日，肇和号接到命令，6日要调往广州，革命党闻变以为已经败露，仓促起事。12月5日15时，革命党人杨虎等率领30余人成功占领了肇和号。另一边孙祥夫一组准备占领应瑞号和通济号，但因所乘小艇未有牌照，被海关巡逻艇截住勒令返回，未能成功夺下。6日凌晨4时，在萨镇冰坐镇下，应瑞号、通济号用机关炮向肇和号进行射击。夺舰的革命党人不会操作舰炮，无法还击；也不懂驾船，无法退避，杨虎等人只好跳水遁去，其余陈可钧等人被捕，旋遭枪决。
1917年5月21日，时任中华民国总统黎元洪下令免去时任国务总理段祺瑞之职，段祺瑞立即以下属督军宣告进行抗衡。为调停府院之争，双方邀请长江巡阅使張勳进京调停。张勋随即解散国会进行复辟。在混乱中，1917年7月6日，应瑞号奉程璧光命令护送孙中山南下广东，10日抵达汕头。然而应瑞号在接获冯国璋电报后即留下孙中山一行径自北返，因此没有参加后来组建的護法艦隊，而是一直留在中央海军序列内。
1922年4月29日，第一次直奉战争爆发。此时第二舰队司令杜錫珪倒向直系。同年北伐粤军许崇智所部因对陈炯明作战失利而退到闽赣交界处。时福建督办李厚基叛皖投直，段祺瑞于是派出徐树铮与孙中山协商，借许部协助皖系延平镇守使王永泉驱逐李厚基，夺回福建。10月12日，许、王联军大败李部，李厚基逃至马尾，被在旁伺机而行的海军逮捕，夺取武器、资金等。直系政府要求海军部进行查处；海军一面释放了李厚基，另一面以第一舰队司令周兆瑞率领海容号和陆战队赶往福建，连同杨敬修率领的练习舰队夺取长门要塞。1923年1月粤军返回广东再次与陈炯明作战，而王永泉又投奔了直系，故而对海军在福建的活动听之任之。7月杨树庄率领海容号、应瑞号等协同陆战队进攻皖系厦门守军臧致平部，未果。
1923年4月8日，驻上海各舰通电独立，反对直系，时称沪队海军。1924年，江浙战争爆发，直系江苏督办齐燮元对阵皖系浙江督办卢永祥。直系控制下的海军试图以此为机会武力统一海军，海军总司令杜锡珪下令杨树庄率领驻福建的主力海容号、应瑞号等从马尾北上，协同第二舰队作战。9月3日，直奉两军在上海以西的黄渡交战，驻闽舰队在浏河与第二舰队会合，经过吴淞口时与沪队海军对峙，但并未发生交火。此后杨树庄率领舰队在浏河支援直军进攻。9月下旬至10月中，卢部失利，沪队海军各舰也陆续重回杜锡珪控制下。

### 后期
1926年7月9日，國民革命軍誓師北伐。1927年3月14日，杨树庄通电参加革命，闽系控制的中央海军归附国民革命军。此后海容号、海筹号、应瑞号等在吴淞至江阴一带巡逻。此后奉系控制的渤海舰队与闽系中央海军长期对峙。
1927年3月14日，北洋政府海军总司令杨树庄率领原闽系舰队加入国民革命军。对此感到压力的东北海军派出巡洋舰海圻号、水上飛機母艦镇海号进行偷袭。3月27天未明时两舰摸入吴淞口，因误以为杨树庄依然留驻于海筹号上，两舰遂对海筹号发动突然袭击，命中海筹号20多发，杀伤20余人。应瑞号本来停泊在旁边，见寡不敌众，匆忙往上游退避。东北海军领队的凌霄担心日出后海水退潮，将难以顺利脱身，于是指挥海圻号撤退。镇海号未发现旗舰信号，而是继续在炮击运输舰靖安号。应瑞号发现镇海号落单，调转过来准备进行攻击。镇海号见状退出港外脱离战斗，应瑞号也并未追出港外。同年4月12日，应瑞号在南京至镇江之间巡逻时，与瓜州口的孙传芳一部交战，舰上2人受伤。同年5月18日，海圻号、肇和号再次袭击吴淞口，但并未造成人员伤亡。海容、海筹、应瑞等舰赶来增援，东北海军各舰遂遁去。
南京政府时期，以应瑞、通济、靖安三舰作为练习舰队。后加装两门维克斯高射炮，安装位置推测在后桅前方的甲板室顶部。
1929年3月，蒋桂战争爆发。5月14日，海容号、应瑞号以及多艘海军炮舰从吴淞护送陆军运兵船南下，登陆汕头、虎门。
1937年7月7日，七七事变爆发。为防日军沿江直取南京，海军方面决定在江阴一带组建封锁线。8月11日深夜，平海、宁海、海容、海筹、应瑞、逸仙6舰抵达江阴，协助各舰进行自沉封江。9月20日11时，两架日机逼近江阴要塞进行投弹，应瑞号开火将其驱离。日机投下的炸弹在应瑞号右舷舰艏外的水中爆炸，两人受伤，烟囱等处有10多个破口。22日，日军开始发起大规模空袭。10:30，7架九二舰攻对应瑞号进行攻击，应瑞号虽开火还击，但未击落日机。这次攻击炸弹并未直接命中，但弹片仍击中锅炉舱底部船底产生漏水，另外左舷鱼雷发射管和一枚鱼雷损坏，所幸鱼雷尚未安装战雷头，未造成太大影响。当天日机再次发起两波轰炸。23日的轰炸重点在宁海号和平海号上，未对应瑞号造成实质损伤。25日6时，应瑞号奉命支援第二次阻塞线自沉行动，海圻号、海琛号自沉后，两舰官兵搭乘着应瑞号返回南京。当天16:30，6架九二舰攻、3架九五艦戰对应瑞号进行攻击，应瑞号因车轴舱爆炸震动而漏水。
同年10月10日，应瑞号此时已经伤痕累累，两门主炮均已损坏。应瑞号奉命前往南京采石矶处，拆卸下可用的火炮用于江防，舰上仅保留两门高射炮。23日09:30，7架日机进行轰炸和扫射，击中应瑞号左舷煤舱和司令塔旁甲板。弹片穿透入下层舱室，舰内多处起火；锚机、车钟、舵齿轮等被震坏，电机总保险被震断；舰艏右侧进水。随后舰艏飞桥左侧、以及舰体前部右侧再次中弹，总水管破损，灭火难以为继。测量舰甘露號试图进行救助，但是应瑞号因右侧持续进水，舰体逐渐严重右倾。17:30应瑞号倾覆在江边，全舰17人战死、59人受伤。
1938年初，日军对应瑞号的殘骸进行检查，认为其不具有修复价值，因此其后可能由日军擅自进行拆解。

## 脚注

### 引文
1. ↑  陈悦，#清末海军舰船志，357页
2. 1 2 3 4  Richard Wright, The Chinese Steam Navy 1862-1945, p. 126
3. 1 2  Richard Wright, The Chinese Steam Navy 1862-1945, p. 125
4. ↑  陈悦，#清末海军舰船志，341页
5. 1 2 3  张黎源 2020，第601頁.
6. ↑  陈悦，#清末海军舰船志，346页
7. 1 2  陈悦，#清末海军舰船志，347页
8. 1 2  陈悦，#清末海军舰船志，349页
9. ↑  Richard Wright, The Chinese Steam Navy 1862-1945, p. 127
10. ↑  Conway's All The World's Fighting Ships 1906-1921, p. 396
11. ↑  陈悦，#清末海军舰船志，354页
12. ↑  陈悦，#清末海军舰船志，357页
13. 1 2  陈悦，#清末海军舰船志，359页
14. ↑  #近代中国海军，716页
15. ↑  #近代中国海军，715页
16. ↑  陈悦，#清末海军舰船志，360页
17. ↑  #近代中国海军，726页
18. ↑  #近代中国海军，743页
19. ↑  #近代中国海军，746页
20. ↑  #近代中国海军，845-846页
21. ↑  章骞，#艨艟夜谭，57页
22. ↑  #近代中国海军，868页
23. ↑  陈悦，#清末海军舰船志，362页
24. ↑  #近代中国海军，793页
25. ↑  陈悦，#清末海军舰船志，366页
26. ↑  #近代中国海军，954页
27. ↑  陈悦，#清末海军舰船志，367页
28. ↑  陈悦，#清末海军舰船志，368页
29. 1 2  陈悦，#清末海军舰船志，369页